# Jean-Baptiste de Boyer, Marquis d’Argens

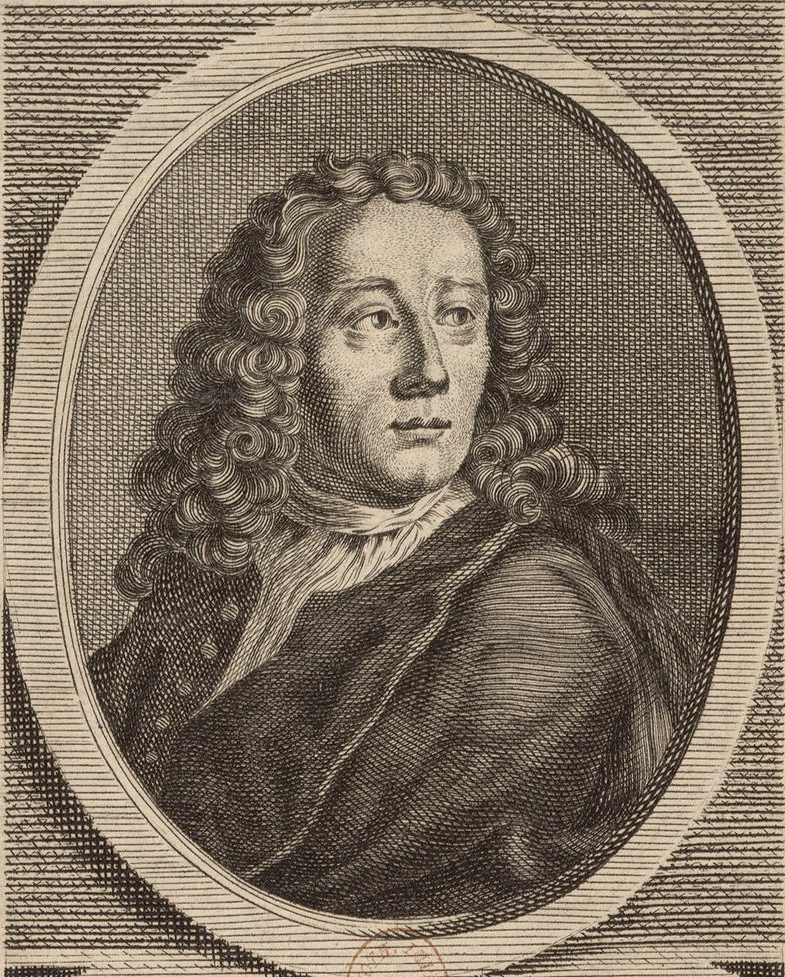
Marquis d’Argens, Kupferstich von Jakob van der Schley (1715–1779) nach Theodor van Pee (1668–1746)

Jean-Baptiste de Boyer, Marquis d’Argens (* 27. Juni 1703, Aix-en-Provence; † 12. Januar 1771, Château de la Garde bei Toulon) war ein französischer Schriftsteller und Philosoph, dessen Werk im 18. Jahrhundert in zahlreichen europäischen Ländern große Beachtung fand. Siebenundzwanzig Jahre seines Lebens verbrachte er, von kurzen Unterbrechungen abgesehen, am Hofe Friedrichs des Großen, wo er als Kammerherr des Königs, Direktor der Historisch-philologischen Klasse der Berliner Akademie der Wissenschaften und weiterhin als Schriftsteller und Philosoph wirkte.

## Biografie

### Kindheit und Jugend in Aix-en-Provence
Der als ältestes von sieben Kindern eines hohen Justizbeamten, Pierre Jean de Boyer d’Eguilles, marquis d’Argens († 1757), procureur général au Parlement am 27. Juni 1703 in Aix-en-Provence geborene Jean-Baptiste de Boyer trat nach Erziehung im Elternhaus und am Jesuitenkolleg seiner Heimatstadt 1718 in das Toulousische Infanterieregiment zu Straßburg ein. Seine Mutter war Angélique de Lenfant. 
1721 kehrt er nach Aix zurück, wo er vor allem seiner Zerstreuung lebte und ab 1722 den Titel eines Marquis führte, unter dem er später bekannt wurde. Wegen einer Liebschaft mit einer Schauspielerin ließen seine Eltern ihn 1722–1723 für zehn Monate auf der Zitadelle von Perpignan festsetzen und anschließend für ein halbes Jahr als Sekretär des französischen Gesandten Jean Baptiste Louis Picon d’Andrezel (1663–1727) nach Konstantinopel reisen. Ende 1724 kehrte d’Argens in Begleitung von d’Andresels Vorgänger Jean Louis Dusson Marquis de Bonnac (1672–1738) nach Aix zurück und fing an, sich auf die juristische Laufbahn vorzubereiten. Nach Abschluss seiner Ausbildung ließ er sich zwar als Anwalt nieder und führte einige Prozesse, konnte seinem Beruf jedoch nur wenig Begeisterndes abgewinnen. Um 1728 verließ er Aix-en-Provence und begab sich nach Paris, wo er einen Großteil seiner Zeit im Atelier des Malers Pierre Jacques Cazes (1676–1754) verbrachte.
Zwischen 1730 und 1731 nahm d’Argens, seinen eigenen Angaben zufolge, als Augenzeuge an dem in Aix-en-Provence verhandelten Prozess gegen den Jesuitenpater Jean-Baptiste Girard teil, der angeklagt war, seine Beichttochter verführt zu haben. Die die gesamte europäische Öffentlichkeit bewegende Affäre bildet die historische Folie für den 1748 erstmals erschienenen Roman „Thérèse philosophe“, der d’Argens zugeschrieben wird. Sie brachte d’Argens aber auch endgültig vom Juristenberuf ab.
1733 trat er wieder in den Militärdienst ein und nahm in einem Kavallerieregiment am Polnischen Erbfolgekrieg teil. Bei der Belagerung von Kehl wurde er verletzt. Er wechselte in das Regiment Bourbonnais, dann in das des Herzogs von Richelieu.
1734 endete seine militärische Laufbahn infolge eines Sturzes vom Pferd bei der Belagerung der Reichsfestung Philippsburg.
Gegen den Willen seiner Eltern nahm er seinen Abschied und ging in die Niederlande.

### Die Entwicklung zum Schriftsteller in den Niederlanden
In Den Haag knüpfte er Kontakte zu dem im Verlagsgewerbe tätigen französischen Calvinisten Prosper Marchand (1675–1756), der ihn bei seinen von 1735 bis 1740 entstandenen literarischen und philosophischen Arbeiten beriet und unterstützte.
Aus Angst vor Verfolgung – nach der Publikation seiner ersten Werke hatte sich das Verhältnis zu seinen Eltern mehr als getrübt – wechselte der Marquis während seines fünf Jahre dauernden Aufenthaltes in den Niederlanden achtmal den Aufenthaltsort und pendelte zwischen Den Haag, Amsterdam, Utrecht, Maarssen und Maastricht hin und her. Da ihm das Klima in den Niederlanden nicht bekam, beschloss er 1739, sich in Straßburg niederzulassen, das ihm aus früheren Tagen noch bekannt war. Auf dem Weg dorthin blieb er aber am Hofe der verwitweten Herzogin Maria Auguste von Württemberg hängen, die ihn zu ihrem Kammerherrn (und wahrscheinlich auch zu ihrem Geliebten) machte.

### Am Hofe Friedrichs des Großen
Durch Maria Auguste, deren Kinder in Berlin erzogen wurden, wurde d’Argens mit Friedrich II. bekannt, der den Autor der „Lettres juives“ bereits aus seinen Lektüren kannte und sich bemühte, den Philosophen an seinen Hof zu ziehen. Im Winter  von 1741 bis 1742 ließ d’Argens sich in unmittelbarer Nachbarschaft des Königs in Potsdam nieder und stieg binnen kurzem zum Kammerherrn des preußischen Königs mit einer jährlichen Pension von 1500 Reichstalern auf. Er engagierte sich bei der Neugründung der Berliner Akademie der Wissenschaften, der er während des ersten Monate ihres Bestehens als Vizedirektor vorstand. Von 1744 bis 1771 war er Direktor der Historisch-philologischen Klasse. Mit ungebremsten Elan setzte er seine schriftstellerische Tätigkeit fort und knüpfte Kontakte zur Berliner Gelehrtenwelt. Insbesondere sein Engagement für den jüdischen Philosophen Moses Mendelssohn ist in der Literaturgeschichte in Erinnerung geblieben. 

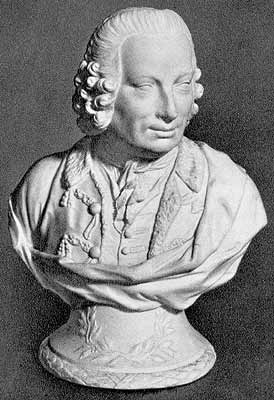
Büste des Marquis d'Argens

Engere Kontakte pflegte er jedoch zu den anderen französischen Gästen der Tafelrunde Friedrichs II., insbesondere zu Voltaire, mit dem ihn eine zwar zeitweise getrübte, aber doch lebenslange Freundschaft verband. Sein Verhältnis zum Preußenkönig war insbesondere während des Siebenjährigen Krieges von gegenseitigem Vertrauen gekennzeichnet.
In späteren Jahren war d’Argens, der im Alter zu einer gewissen Trägheit neigte und sich in kauziger Manier nicht selten als eingebildeter Kranker oder abergläubischer Rationalist gerierte, nicht selten eine Zielscheibe des unerbittlichen Spotts des Hohenzollern. Sein über ein Vierteljahrhundert währender Aufenthalt am Preußischen Hof wurde nur gelegentlich durch Reisen nach Paris oder Südfrankreich, entweder im Auftrag des Königs oder aus familiären Gründen, unterbrochen. Im Herbst 1768 nahm d’Argens Abschied vom Hofe Friedrichs II. und reiste in seine provenzalische Heimat zurück, um dort sein Leben zu beschließen. Er starb am 12. Januar 1771 auf dem Schloss seiner Schwester, der Baronesse de la Garde unweit Toulons.
Friedrich ließ ihm in der Minoritenkirche zu Aix-en-Provence von Charles-Antoine Bridan ein Grabmonument errichten, von dem heute nur noch Fragmente erhalten sind.

## Familie
D’Argens stammte aus einer wohlhabenden und alteingesessenen provenzalischen Juristenfamilie und war das älteste von sieben Kindern von Angélique de Lenfant und Pierre Jean de Boyer d’Eguilles. Zwei seiner Brüder waren Malteserritter, einer hatte sich als Kanonikus in der südfranzösischen Abtei Cruas etabliert und der vierte hatte die Familientradition als Gerichtspräsident in Aix-en-Provence fortgesetzt.
D’Argens' einzige direkte Nachkommin war eine aus seiner Ehe mit der französischen Tänzerin Barbe (Babette) Cochois hervorgegangene Tochter (* 15. April 1754), die zunächst in Hamburg auf den Namen eines französischen Tänzers am Berliner Theater „Barbe Giraud“ getauft wurde. Erst nach Beilegung lange schwelender Erbstreitigkeiten mit seiner Familie erkannte d’Argens Barbe als sein leibliches Kind an. In seinem Testament vom 20. August 1770 setzte er seine Frau als Haupterbin ein. Für den Fall, dass seine Tochter keine männlichen Nachkommen haben sollte, vermachte er seine Bilder- und Büchersammlung den Söhnen seines Bruders Alexandre-Jean-Baptiste d’Eguilles.

## Werk
Neben seinen 1735 erschienenen Memoiren, mit pikanten Details gewürzten Lebenserinnerungen eines Zweiunddreißigjährigen, begründen die zunächst in vierzehntäglichen Fortsetzungen und bald darauf in Buchform erschienenen fiktiven Briefwechsel zwischen verschiedene europäische Länder durchstreifenden jüdischen oder chinesischen Reisenden d’Argens' Ruhm. Die an die Tradition des pseudorientalischen Briefromans anknüpfenden „Lettres juives“, „Lettres cabbalistiques“ und „Lettres chinoises“ kommentieren in feuilletonistischer Manier mit einem deutlichen antiklerikalen Unterton zeitgenössische Debatten zu religiösen, philosophischen, literarischen und politischen Fragen und werden oft als frühes Beispiel journalistischer Arbeit im modernen Sinne zitiert.
1737 erschien d’Argens' philosophisches Hauptwerk, die „Philosophie du bon sens“, eine in vielen Punkten dem Werk Pierre Bayles verpflichtete skeptizistische Abhandlung, die zum Misstrauen gegenüber allen überlieferten Autoritäten auffordert. Sie brachte es im 18. Jahrhundert auf dreizehn Auflagen, an denen d’Argens zumeist durch Kommentare und Zusätze mitwirkte. Wie nebenbei entstand in den 'holländischen' Jahren d’Argens' eine knappe Handvoll heute zu Recht vergessener Romane.
In Berlin entstanden seine „Reflexions historiques et critiques sur le goût et sur les ouvrages des principaux auteurs anciens et modernes“ (1743) und die „Pensées Diverses et Critiques, sur les Principaux Auteurs François“ (1745), von d’Argens konservativem, dem Klassizismus verpflichteten Literaturbild zeugende Darstellungen insbesondere zur Literatur des späten 17. und frühen 18. Jahrhunderts, sowie seine „Réflexions critiques sur les différentes écoles de peinture“ (1752), in denen insbesondere die französische und die italienische Malerei miteinander verglichen wurden. Der Provenzale setzte seine journalistischen, ein weit
gespanntes philosophisches und literarisches Feld abdeckenden Arbeiten mit den „Mémoires secrets de la République des lettres, ou Le Théâtre de la vérité“ (1737–1748) und der „Histoire de l’esprit humain ou Mémoires secrets et universels de la République des Lettres“ (1765–1768) in jeweils 14 Bänden fort. Zusammen mit seiner Frau, der französischen Tänzerin Barbe Cochois, veröffentlichte er „Mémoires pour servir à l’Histoire de l’esprit et du cœur“ (1744) und „Nouveaux Mémoires pour servir à l’Histoire de l’esprit et du cœur“ (1745–1746),
durch kleine Erzählungen aufgelockerte feuilletonistische Betrachtungen zu allen erdenklichen Themen, die, wie fast alle Werke d'Argens' in einen fiktiven Briefwechsel eingekleidet waren.
Neben dem utopischen Roman „Songes philosophiques“ (1746) entstanden in Berlin ausführlich kommentierte Übersetzungen antiker Philosophen (Ocellus Lucanus (1762), Timaeus Locrus (1763)), sowie die kommentierte Ausgabe einer christenfeindlichen Schrift des römischen Kaisers Julian („Défense du paganisme par l’Empereur Julien“, 1764), in denen d’Argens seine Ansichten zu Fragen der Religionskritik und zur zeitgenössischen Diskussion um Priestertrug, Deismus und Atheismus ausbreiten konnte. Sein umfangreicher Briefwechsel mit dem preußischen König Friedrich II. erschien erstmals 1788 in dessen posthum veröffentlichter Werkausgabe. Boyer d’Argens gilt auch als Verfasser des 1748 anonym veröffentlichten erotischen Romans „Thérèse philosophe“.
D’Argens' Werk kann in weiten Teilen der Frühaufklärung zugerechnet werden, obwohl er selbst nie die Radikalität des Denkens an den Tag gelegt hat, die ihm das 19. Jahrhundert bisweilen anzudichten versuchte. Für das in der zweiten Jahrhunderthälfte einsetzende, politisch radikalere Denken der Enzyklopädisten um Denis Diderot und Jean-Baptiste le Rond d’Alembert zeigte er nur wenig Verständnis. Bereits im 19. Jahrhundert geriet sein Werk weitgehend in Vergessenheit.

## Werke
Seine wichtigsten Werke, von denen viele ins Deutsche, Englische, Niederländische und Italienische übersetzt und etliche mehrfach aufgelegt wurden, sind:
- Mémoires de Monsieur le Marquis d’Argens: avec quelques lettres sur divers sujets (London, 1735). Dt. Übersetzung: „Merkwuerdige Lebens-Beschreibung des Herrn Marquis von Argens: nebst dessen Briefen über verschiedene Materien“ (Frankfurt [u. a.] 1749).
- Mémoires du marquis de Mirmon, ou le solitaire philosophe (Amsterdam 1736). Dt. Übersetzung: „Der philosophische Einsiedler oder besondere Nachrichten des Marggrafen von Mirmon“ (Hamburg 1736).
- Lettres juives, ou correspondance philosophique, historique, et critique, entre un juif voyageur à Paris et ses correspondans en divers endroits (Den Haag 1735–1737). Dt. Übersetzung: „Jüdische Briefe, oder philosophischer, historischer und kritischer Briefwechsel, zwischen einem Juden der durch verschiedene Länder von Europa reiset und seinen Correspondenten an andere Orten“ (Berlin und Stettin 1763–1765).
- Lettres cabalistiques, ou correspondance philosophique, historique et critique, entre deux cabalistes, divers esprits élémentaires, et le Seigneur Astaroth (Den Haag 1737–1738). Dt. Übersetzung: „Kabbalistische Briefe, oder philosophischer, historischer und kritischer Briefwechsel zwischen zween Kabbalisten, verschiedenen Elementargeistern und dem höllischen Astaroth“ (Danzig 1773–1777).
- Lettres chinoises ou correspondance philosophique, historique et critique, entre un chinois voyageur à Paris et correspondans à la Chine, en Moscovie, en Perse et au Japon (Den Haag 1739–1740). Dt. Übersetzung: „Chinesische Briefe, oder philosophischer, historischer und kritischer Briefwechsel, zwischen einem reisenden Chineser in Paris und seinen guten Freunden in China, Moscau, Persien und Japan“ (Berlin 1768–1771).
- La philosophie du bon-sens, ou reflexions philosophiques sur l’incertitude des connoissances humaines à l’usage des Cavaliers et du beau-sexe (Den Haag 1737). Dt. Übersetzung: „Die Philosophie der gesunden Vernunft oder philosophische Betrachtungen über die Ungewißheit der menschlichen Erkäntniß. Zum Gebrauch vornehmer Standes-Personen beiderlei Geschlechts“ (Breslau und Leipzig 1756).
- Le législateur moderne, ou les mémoires du chevalier de Meillcourt (Amsterdam 1739). Dt. Übersetzung: „Der philosophische Seefahrer, oder Leben und Reisen des Ritters von Meillcourt: welcher nach mancherley Glück- und Unglücks-Fällen … endlich zu einem Könige über 2 unbekannte Völckerschafften erwählet worden“ (Berlin 1740).
- Reflexions historiques et critiques sur le goût et sur les ouvrages des principaux auteurs anciens et modernes (Amsterdam und Berlin 1743).
- Mémoires pour servir à l’histoire de l’esprit et du cœur. Par Monsieur le Marquis d’Arg*** et par Mademoiselle Cochois (Den Haag 1744). Dt. Übersetzung: Des Herrn Marquis d’Argens u. d. Demoiselle Cochois gemeinschaftliche Beytraege zum Vergnügen für den Geist und das Herz (Berlin 1763–1764).
- Critique su siècle, ou Lettres sur divers sujets. Par l’Auteur des Lettres Juives. (Den Haag 1745). Dt. Übersetzung: „Beurtheilung der Menschen dieser Zeit, oder Briefe über verschiedene Sachen“ (Berlin 1745).
- Nouveaux Mémoires pour servir à l’histoire de l’esprit et du cœur (Den Haag 1745–1746).
- Mémoires Secrets de La République Des Lettres, ou Le Théatre De La Vérité (Amsterdam 1737–1748).
- Lettres morales et critiques sur les différens états et les diverses occupations des hommes (Amsterdam 1737).
- Songes philosophiques: suivant la copie originale (Berlin 1746).
- Réflexions critiques sur les différentes écoles de peinture (Paris 1752 und Berlin 1768).
- Ocellus Lucanus en grec et en françois: avec des dissertations sur les principales questions de la métaphysique, de la phisique, et de la morale des anciens (Berlin und Utrecht 1762). Dt. Übersetzung: „Betrachtungen des Ocellus von Lukanien über die Welt. Aus dem Griechischen in das Französische übersetzt“ (Breslau 1763).
- Timée De Locres en grec et en françois … qui peuvent servir de suite et de conclusion à la Philosophie du Bons Sens (Berlin 1763).
- Déffense du paganisme par l’Empereur Julien: en grec et en françois ; avec dissertations et des notes pour servir d'éclaircissement au texte et pour en refuter les erreurs (Berlin 1764).
- Histoire de l’Esprit Humain ou Mémoires Secrets et Universels de la République des Lettres (Berlin 1765–1768).
- Correspondance entre Frédéric II. roi de Prusse et le marquis d’Argens, avec les Épîtres du Roi au Marquis. Königsberg und Paris 1798. Dt. Übersetzung: Briefwechsel zwischen Friedrich dem Zweiten, König von Preußen, und dem Marquis d’Argens. Nebst den poetischen Episteln des Königs an den Marquis(Königsberg und Leipzig 1798).